# Das Symbolische
Das Symbolische (oder auch die symbolische Ordnung, die Ordnung des Symbolischen) ist ein Begriff des Psychoanalytikers Jacques Lacan und bezeichnet eine der drei Strukturbestimmungen des Psychismus. Anders als das bildhafte Imaginäre und das stumme Reale ist das Symbolische die Ordnung der Sprache und des Diskurses.

## Sprache
Das Symbolische besteht aus Signifikanten, die zu Signifikaten in einer wohlgeordneten Beziehung stehen (siehe auch: Ferdinand de Saussures Sprachtheorie). Das Symbolische ist die Ordnung der Sprache und des Diskurses, jedoch auch die Ordnung der Macht und des „Gesetzes des Vaters“ (Name-des-Vaters), welche wiederum selbst eine sprachliche Ordnung ist. Das Symbolische hängt insofern mit dem Begriff des großen Anderen zusammen.

## Der große Andere
→ Hauptartikel: Der große Andere
Die erste Verkörperung des Symbolischen ist die Mutter; sie ist ein „großer anderer Wille“, der spricht und der das Kind in die Ordnung der Sprache und des Sozialen einführt. Noch mehr gilt dies für den Vater, der im Ödipuskonflikt die verbietende Rolle des Gesetzes einnimmt (Inzesttabu, Kastrationsdrohung), das Kind aus dem ödipalen Begehren herausdrängt und zur außerfamiliären sozialen Welt hin orientiert. 
In der Gesellschaft gilt das Gesetz des Symbolischen, d. h. das Gesetz der Sprache, der sozialen Normen und des ökonomischen Tauschs (siehe auch: Reziprozität). Das Symbolische ist in diesem Sinne gleichzusetzen mit der Ordnung der Sprache, des Diskurses, der staatlichen Herrschaft und der Ökonomie sowie dem „Gesetz des Vaters“ („Name-des-Vaters“). Sie bilden gleichermaßen eine symbolische Herrschaftsordnung, die das Subjekt unterwirft (sub-jectum = Unterworfenes) und strukturiert.  „Was jedes Subjekt zuerst in seinem Leben antrifft, sind Signifikanten.“(Peter Widmer)

## Der Mangel im großen Anderen
Wie alles im Universum Lacans, hat auch das Symbolische einen Mangel, ist unvollständig: „Der Sinn erweckt den Anschein, als gehörten Signifikanten und Signifikat zusammen. Es bleibt aber ein Rest, der sich dem Sinn entzieht. Diese fehlende vollständige Zuordnung ermöglicht das Gleiten der Signifikate unter den Signifikanten, was zu der Feststellung führt, daß der Sinn nie erschöpft, nie vollkommen ist. Darum ist eine Rede, eine Schrift nie für immer abgeschlossen. Darin zeigt sich ein grundsätzlicher Mangel.“ (Peter Widmer)
Die symbolische Ordnung kann nicht das Reale als solches symbolisieren, obwohl gerade das Reale der Ort ist, auf den die Signifikanten verweisen. Die symbolische Ordnung, der große Andere, ist deshalb immer unvollständig, löchrig, und deshalb gebarrt/durchgestrichen. Lacans Mathem für diese Unvollständigkeit ist S (A).

## Die Dominanz des Symbolischen
Auch das Unbewusste unterliegt der Struktur des Symbolischen: „Das Unbewusste ist wie eine Sprache strukturiert.“ (Lacan) Das Symbolische ist daher die dominante der drei Strukturbestimmungen des Psychischen (auch das Imaginäre ist immer schon symbolisch überformt), und auch jener Bereich, der in der psychoanalytischen Behandlung die zentrale Rolle spielt, die ja wesentlich eine Form der Heilung durch Sprache ist (vgl. Lacan).

## Referenzen
1. ↑  Peter Widmer, Subversion des Begehrens S. 43
2. ↑  Peter Widmer, Subversion des Begehrens, S. 47
3. ↑  Jacques Lacan, Seminar XI. Die vier Grundbegriffe der Psychoanalyse, S. 26
4. ↑  vgl. Jacques Lacan, Funktion und Feld des Sprechens und der Sprache in der Psychoanalyse, in: Schriften III, S. 71–169